# Hubert von Herkomer
Hubert von Herkomer, pierwotnie Hubert Herkommer (ur. 26 maja 1849 w Waal, w Bawarii, zm. 31 marca 1914 w Budleigh Salterton, w Anglii) – brytyjski malarz pochodzenia niemieckiego, także grafik, kompozytor i pionier techniki filmowej.

## Życie i twórczość
Urodzony w Bawarii, jeszcze jako dziecko przeniósł się ze swym ojcem, snycerzem, najpierw do Stanów Zjednoczonych, a w 1857 r. do Anglii. Od dziecka uczył się malarstwa, początkowo w Southampton (gdzie mieszkał), a od 1866 r. w South Kensington. Od 1869 r. wystawiał swoje prace w Royal Academy of Arts, a w latach 70. jego grafiki zaczęły się regularnie pojawiać na łamach czasopisma Graphic. Powszechne uznanie zdobył mu obraz z 1875 r.: The Last Muster („Ostatnia rewia weteranów”), o silnie patriotycznym wydźwięku. Odtąd popularny, znany był wśród współczesnych głównie z malarstwa portretowego, które przynosiło mu znaczny dochód. Portretował m.in. Johna Ruskina, Alfreda Tennysona czy Horatio Kitchenera. Dzisiaj jednak podziw budzi przede wszystkim jego malarstwo rodzajowe o tematyce społecznej, obrazujące problemy niższych warstw społeczeństwa (stanowiące później inspirację dla nurtu social realism). Wystawiał także pejzaże i sceny z życia bawarskich chłopów. Jego obrazy miały zmienną stylistykę, od idealizmu po realizm, malował też różnymi technikami (olej, akwarela).
Herkomer był wszechstronnym artystą. Oprócz malarstwa zajmował się grafiką, rytownictwem czy emalierstwem. Komponował opery, które wystawiał w prywatnym teatrze na tyłach domu w Bushey, a także w nich występował. W ostatnich latach życia, od 1912 r. próbował swoich sił także w reżyserii filmów (w niektórych także występował). Teatr przy domu zamienił w studio filmowe, a w 1913 r. wraz z synem utworzył spółkę, która miała produkować filmy. Jego próby filmowe miały szczególnie duże znaczenie z uwagi na fakt, że był on bardzo znanym artystą – samym swym zaangażowaniem nobilitował raczkującą wówczas sztukę dla mas. Herkomer prowadził też działalność edukacyjną – zorganizował własną szkołę sztuk pięknych (kierował nią od 1883 do 1904), wykładał na uniwersytecie oksfordzkim.
Twórczość Herkomera wielokrotnie doceniano. W 1879 r. został stowarzyszonym, a w 1890 r. pełnoprawnym członkiem Royal Academy of Arts. W 1899 cesarz niemiecki Wilhelm II odznaczył Herkomera orderem Pour le Mérite, otrzymał też niemiecki tytuł szlachecki (stąd von w nazwisku). W 1907 r. król Anglii Edward VII także nadał mu tytuł szlachecki (stąd tytuł Sir) i odznaczył Królewskim Orderem Wiktoriańskim.
Projekt domu, który Herkomer zbudował sobie w Bushey w latach 1886–1894, przygotował słynny amerykański architekt Henry Richardson, aczkolwiek sam Herkomer znacząco go zmienił; nazwał dom Lululaund (od imienia swej drugiej żony). Herkomer był także entuzjastą motoryzacji: w 1905 r. zorganizował w Bawarii jeden z pierwszych masowych rajdów samochodowych, powtarzany następnie przez dwa kolejne lata; do dziś w Niemczech odbywają się rajdy samochodowe nazwane jego imieniem.

## Wybrane prace Herkomera

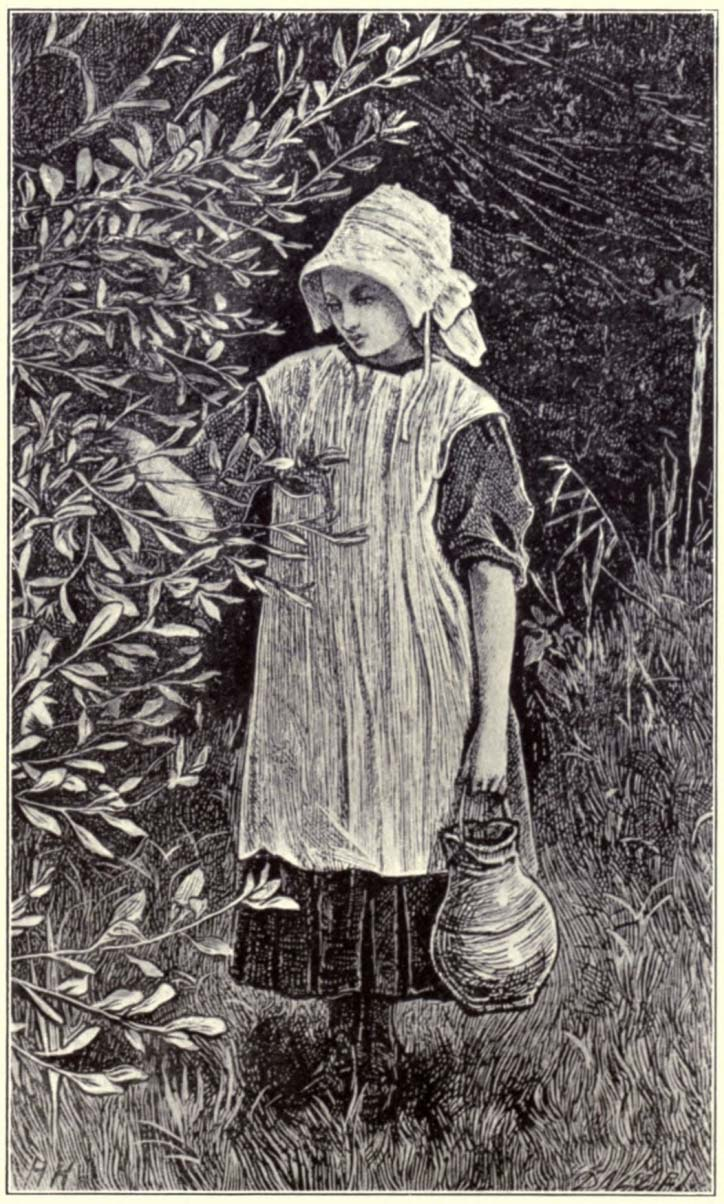
Lonely Jane, 1868 (pierwsze wydrukowane dzieło Herkomera)
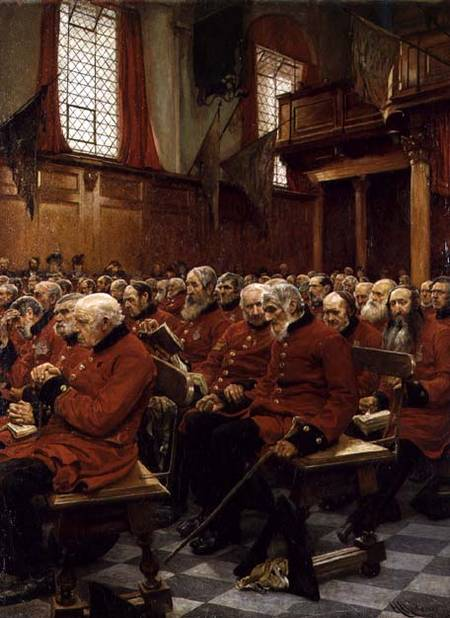
The Last Muster, 1875
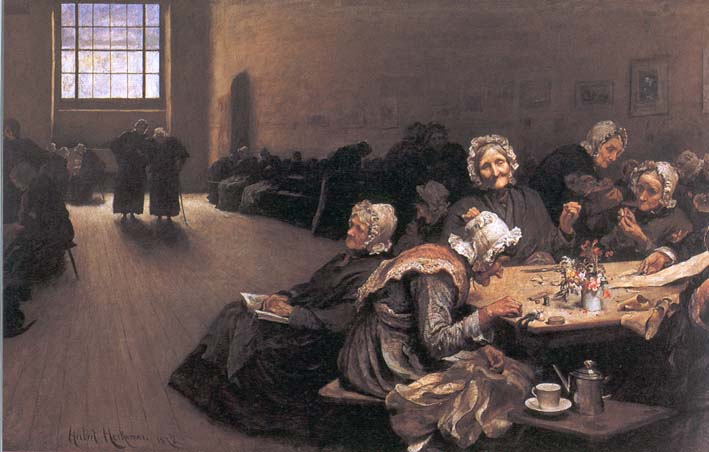
Eventide: A Scene in the Westminster Union, 1878
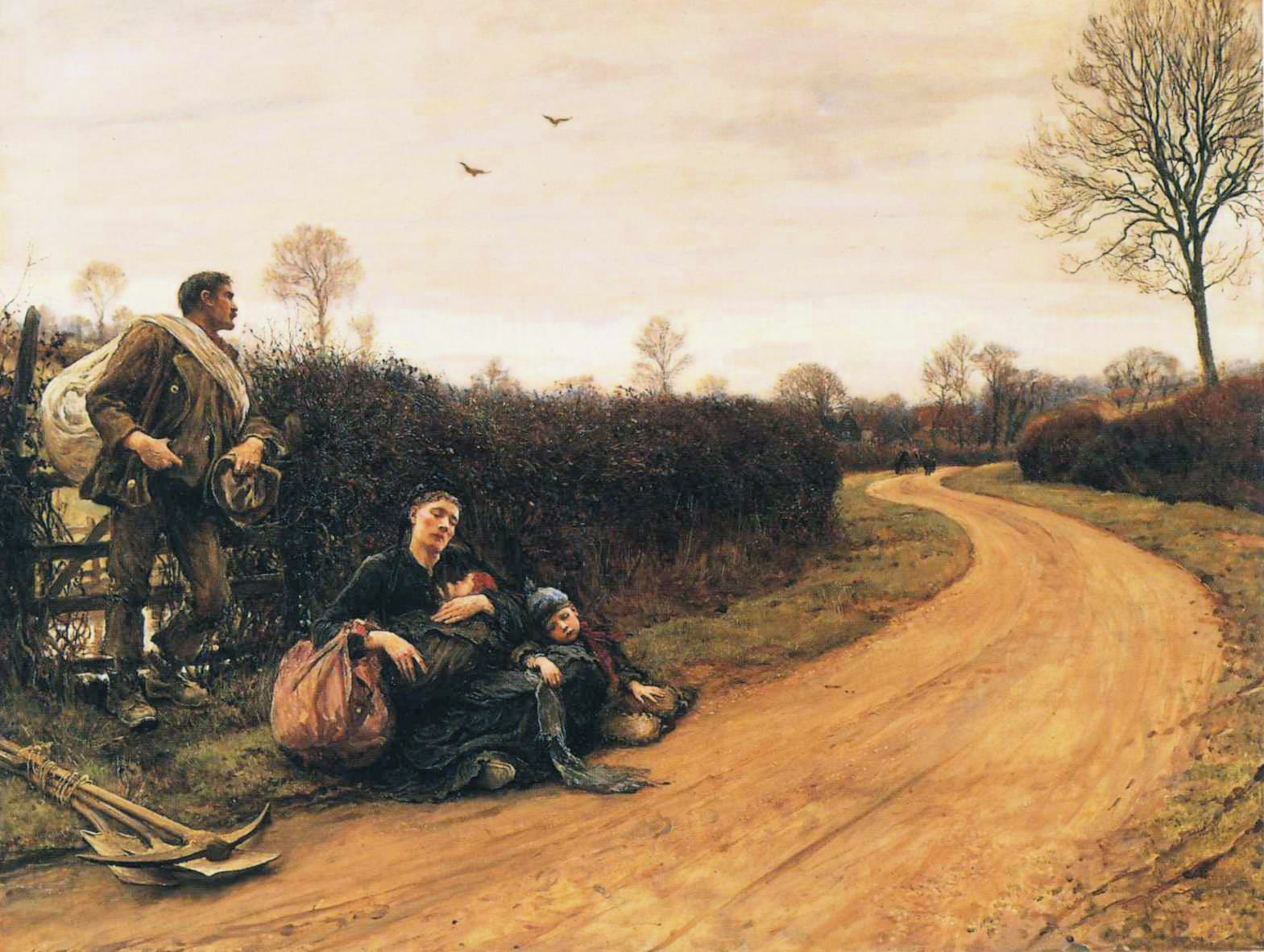
Hard Times, 1885
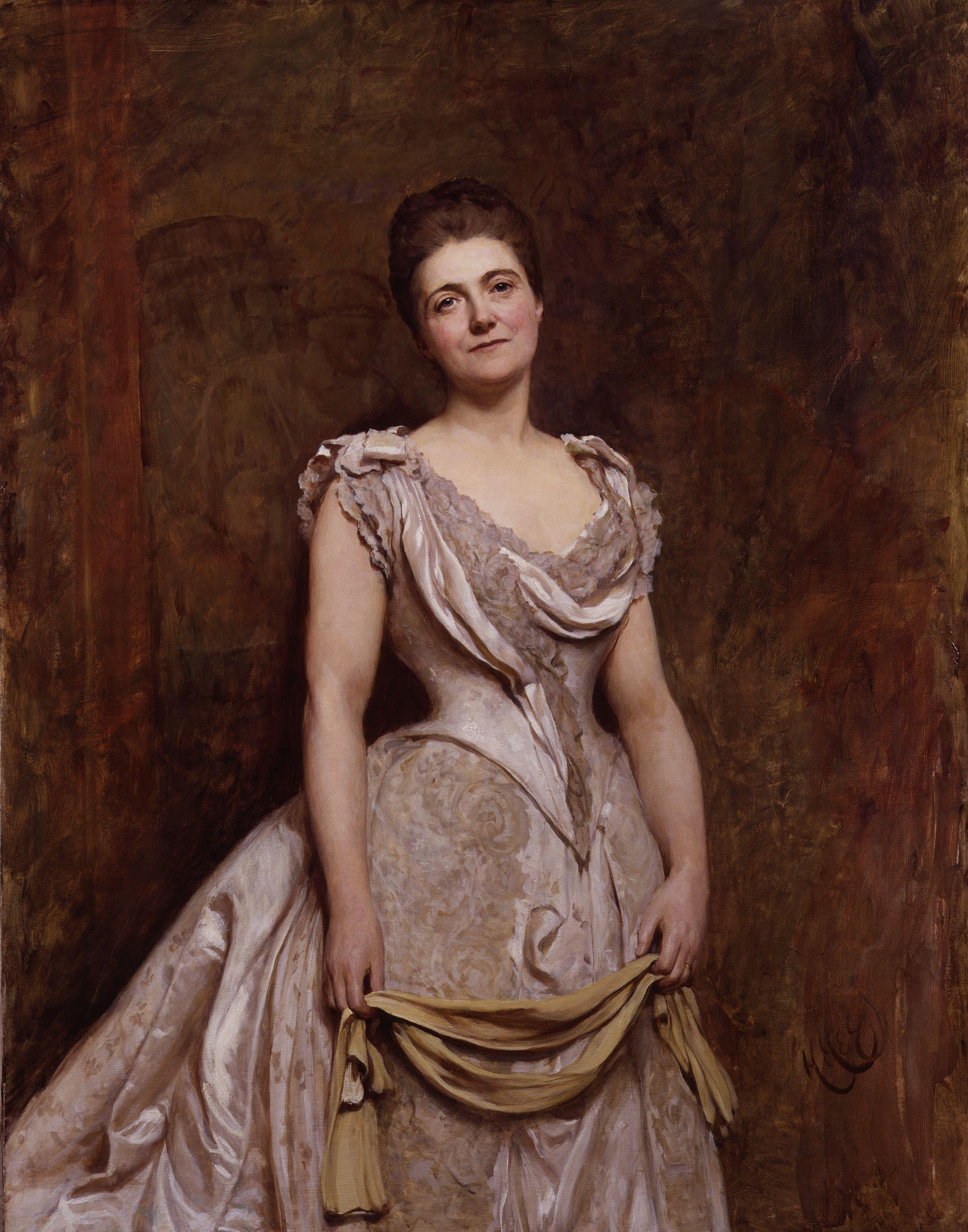
portret Emilii Francis, Lady Dilke, 1887
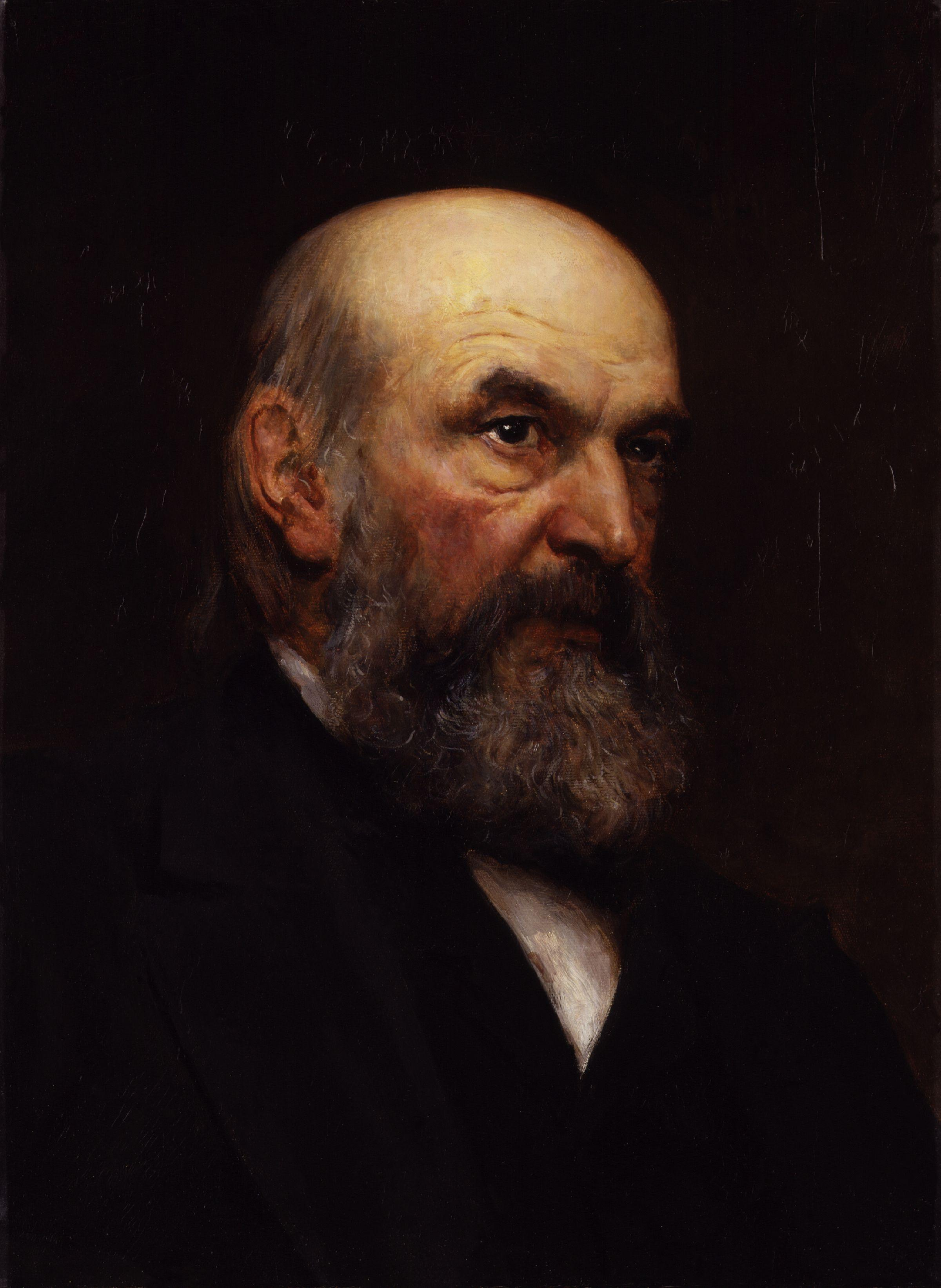
portret Johna Coucha Adamsa, 1888
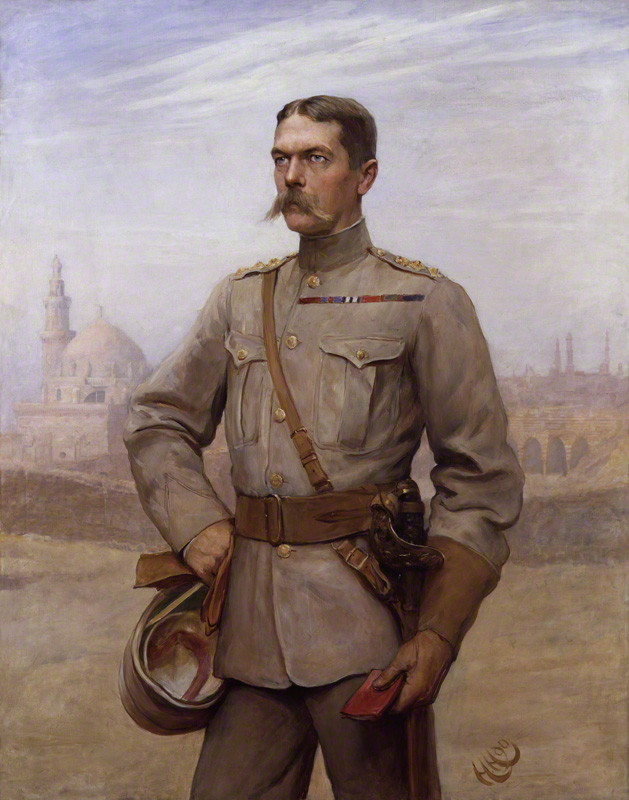
portret Horatio Kitchenera, 1890
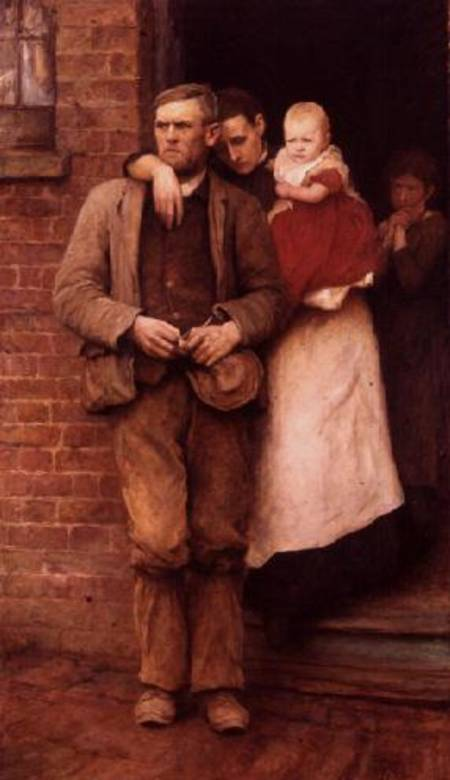
On Strike, ok. 1891
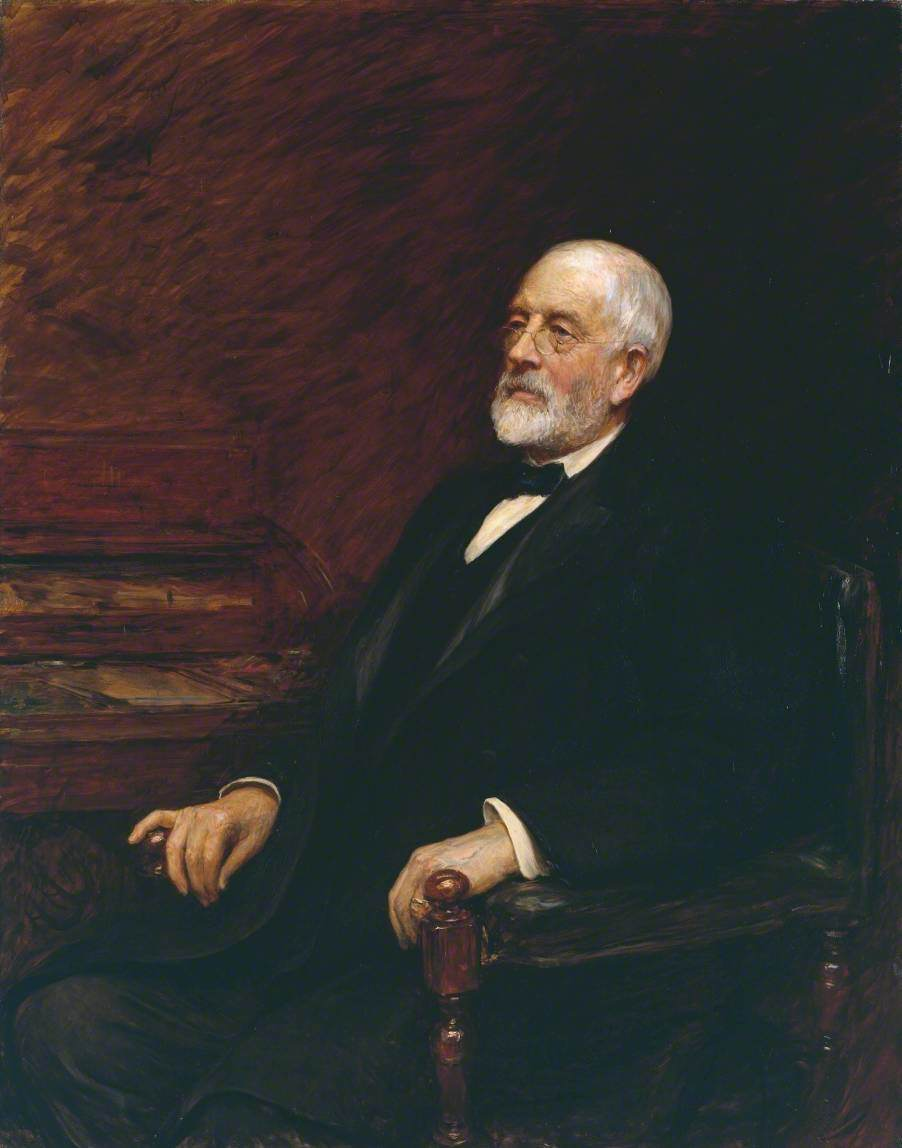
portret Henry’ego Tate’a, 1897
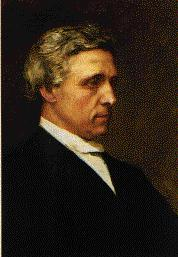
portret Lewisa Carrolla, po 1898
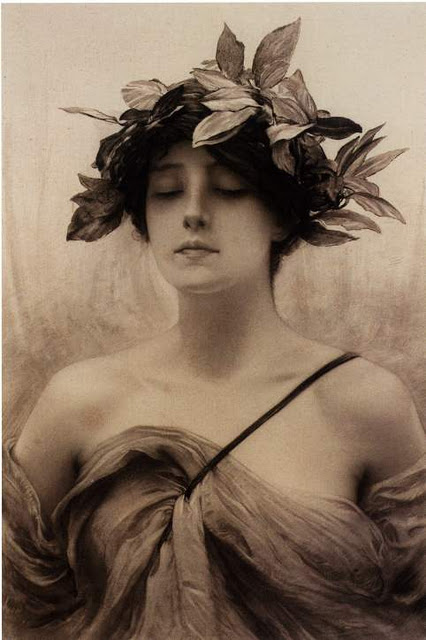
Daphne, 1899
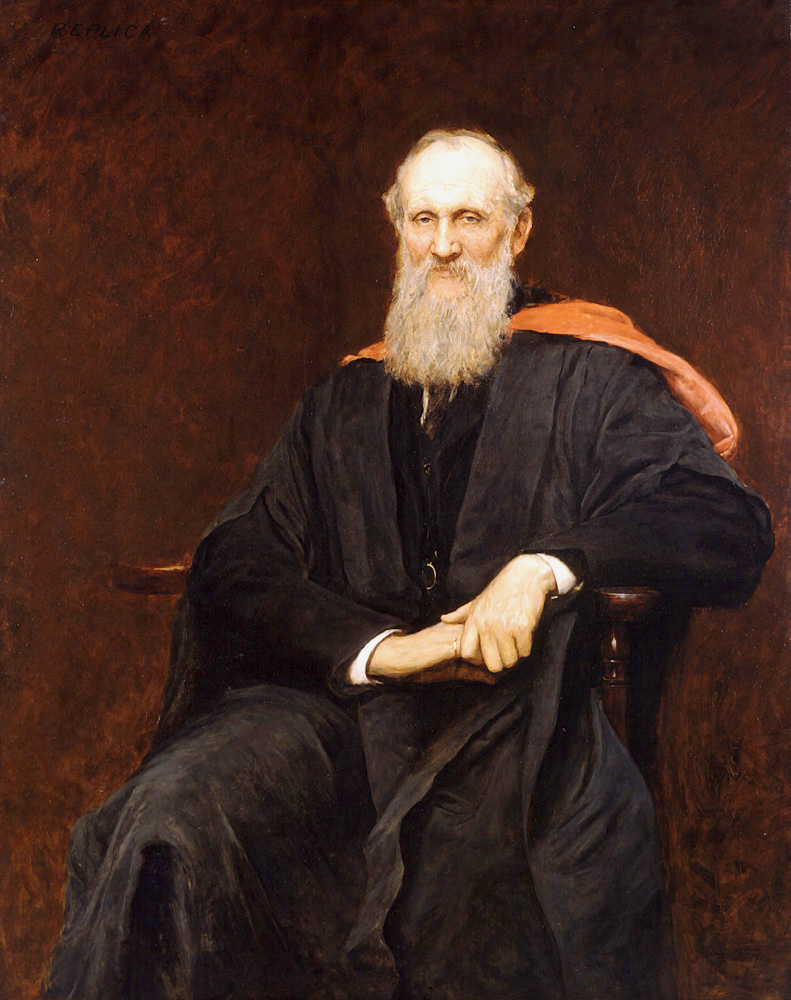
portret lorda Kelvina, przed 1907
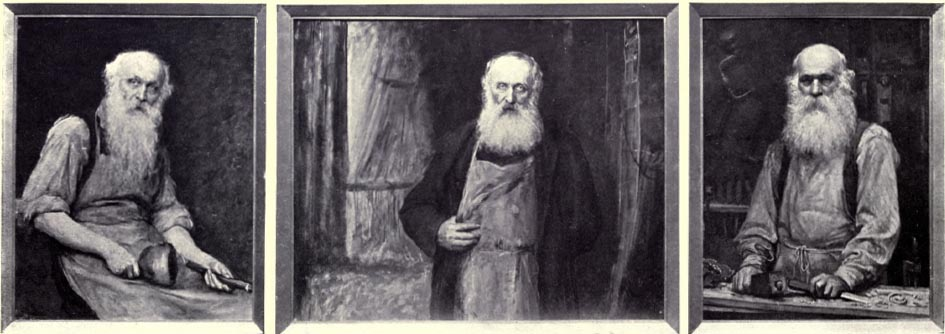
trzy portrety krewnych Herkomera, po prawej jego ojciec, 1885